# Roberto Fontes
Carlos Roberto Guerra Fontes ComMM (Caruaru, 6 de novembro de 1940 – Recife, 26 de agosto de 2024) foi um advogado, pedagogo e político brasileiro filiado ao União Brasil (UNIÃO). Por Pernambuco, foi vice-governador, deputado federal e estadual, além de secretário de Finanças de Caruaru durante o mandato de José Queiroz de Lima.

## Biografia
Filho de Lourinaldo de Sousa Fontes, industrial, natural de Caruaru, e de Irene Guerra Fontes, natural de Escada. Começou sua vida pública como diretor da Associação Comercial e Empresarial de Caruaru (ACIC) e na referida cidade foi vice-presidente do Conselho Municipal de Desenvolvimento entre 1958 e 1961.
Ingressou no curso de Direito no ano de 1971, já se lançando ainda no primeiro ano às eleições à Presidência do Diretório Acadêmico da Faculdade de Direito de Caruaru (FADICA), exercendo a Presidência durante 1972/1973. 
Formou-se em 1975 pela Faculdade de Direito de Caruaru e em 1978 em pedagogia pela Faculdade de Filosofia, Ciências e Letras de Caruaru, sendo nomeado Secretário Municipal de Finanças em 1983 na administração José Queiroz. Dois anos depois filiou-se ao PMDB. 
Casou-se com a sra. Nilza Araújo Fontes, com quem teve três filhos: Roberta, Fernanda e Sérgio. Duas décadas depois, passou a viver com a sra. Ana Alice Loureiro Nascimento, com quem teve dois filhos: Manuella e um natimorto.
Eleito deputado estadual em 1986 deixou o partido e entrou no PRN em apoio a Fernando Collor nas eleições presidenciais de 1989 elegendo-se vice-governador de Pernambuco na chapa de Joaquim Francisco em 1990. Em 1994 foi eleito deputado federal pelo PFL não se reelegendo no pleito seguinte.
Em julho de 1994, foi admitido pelo presidente Itamar Franco à Ordem do Mérito Militar no grau de Comendador especial. Morreu no dia 26 de agosto de 2024, aos 83 anos. Quando faleceu, já não exercia nenhum ofício político.